# صخر

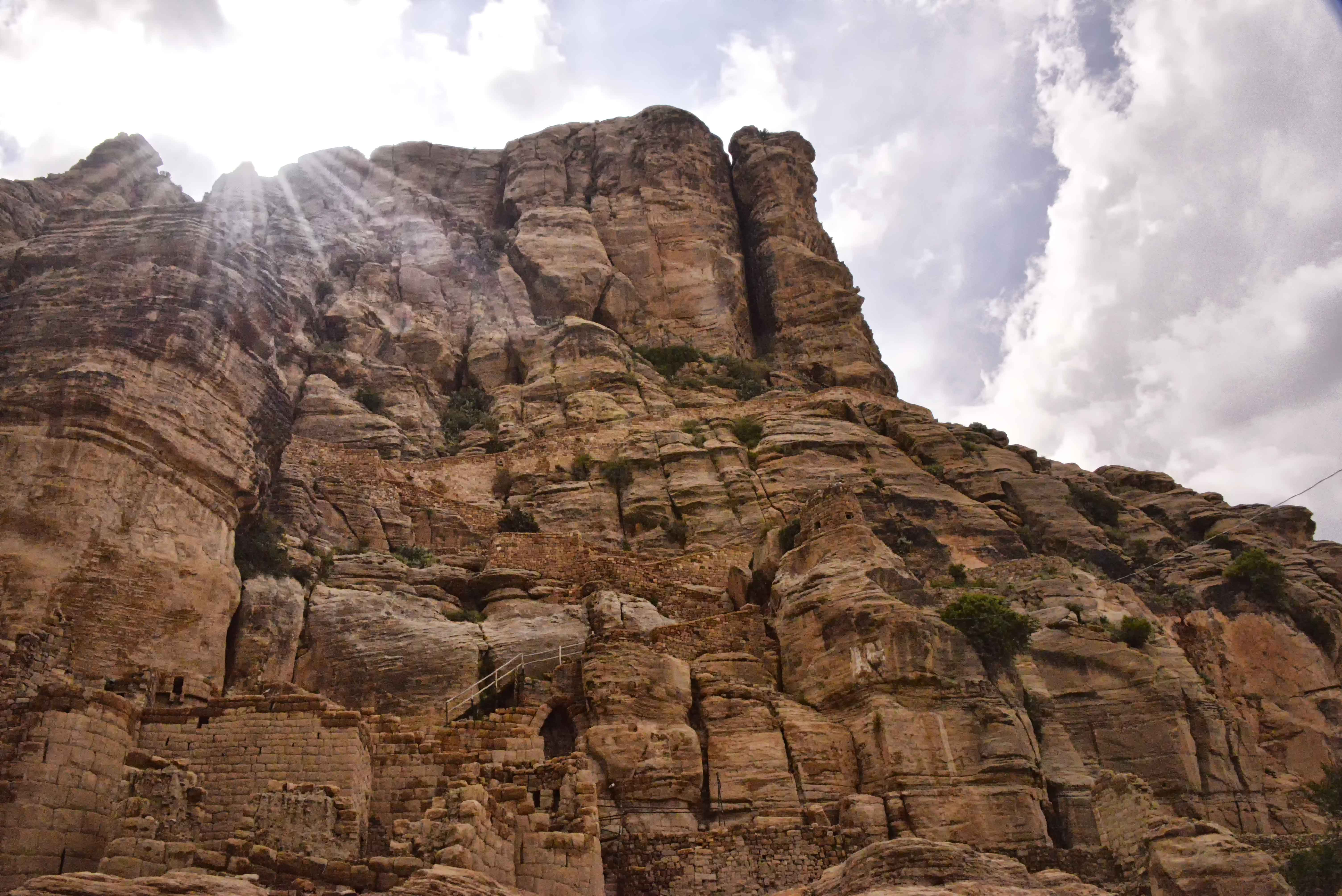
جرف صخري في اليمن

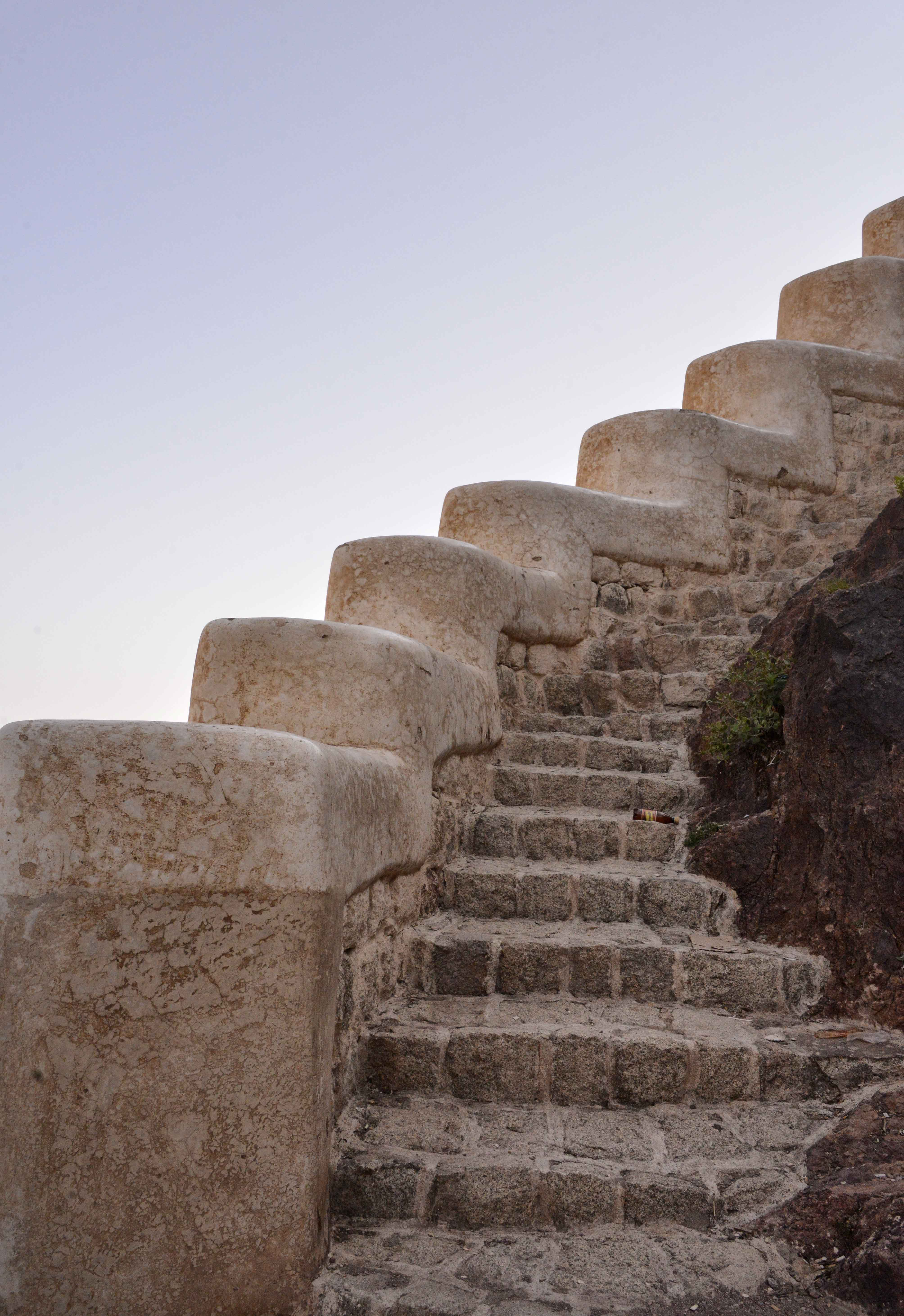
الصخر من مواد البناء المستعملة على نطاق واسع، مثلا هذه السلالم

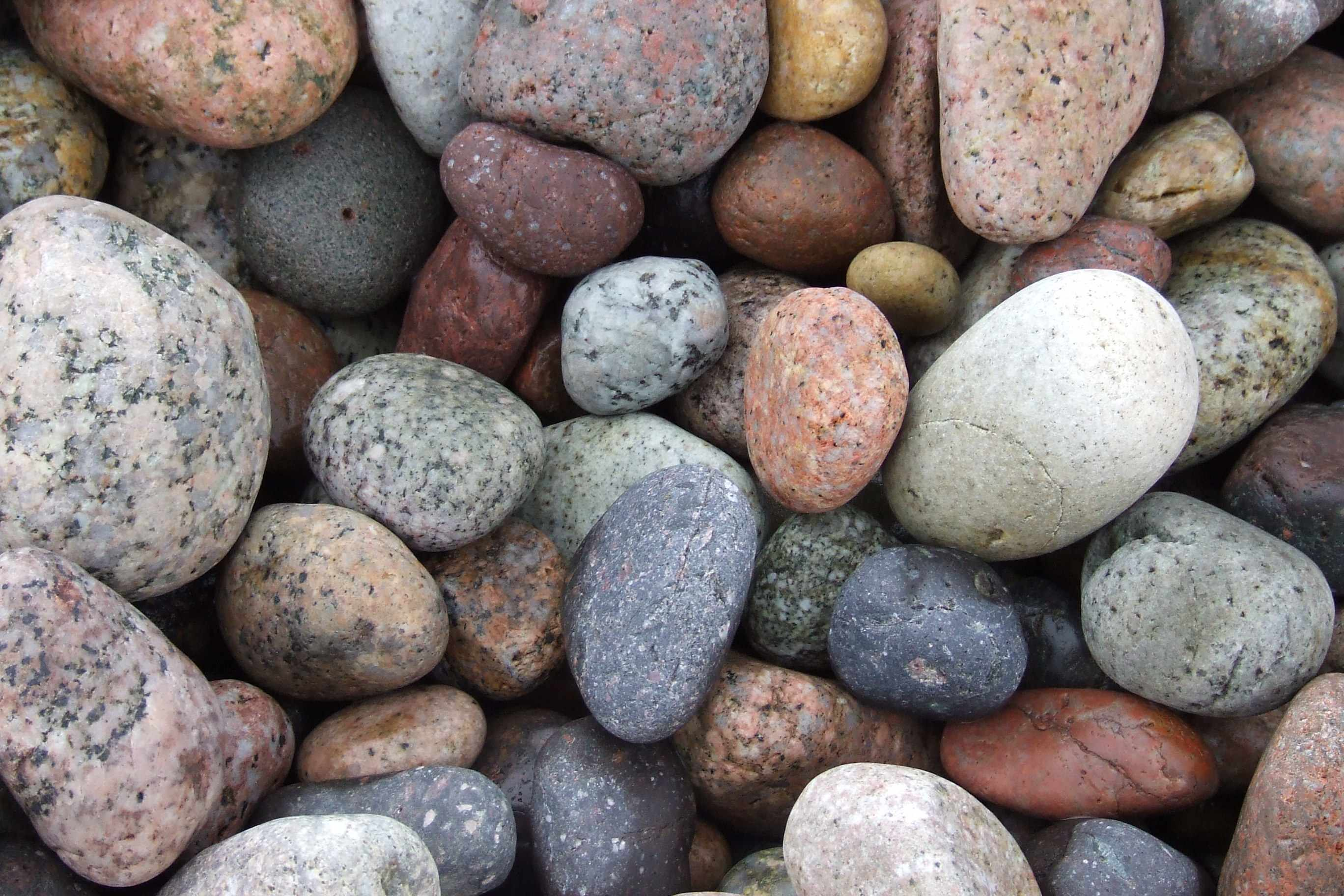
حصى

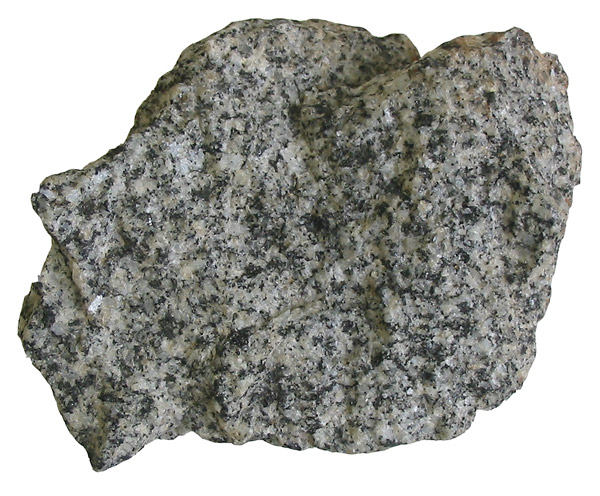
الديوريت صخر ناري

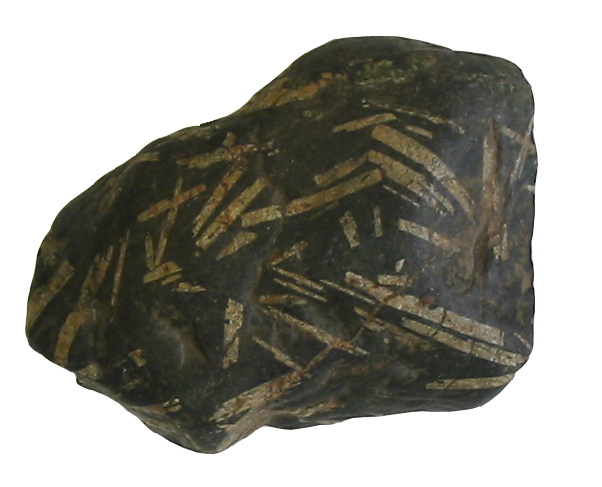
الديابيز صخر بركاني

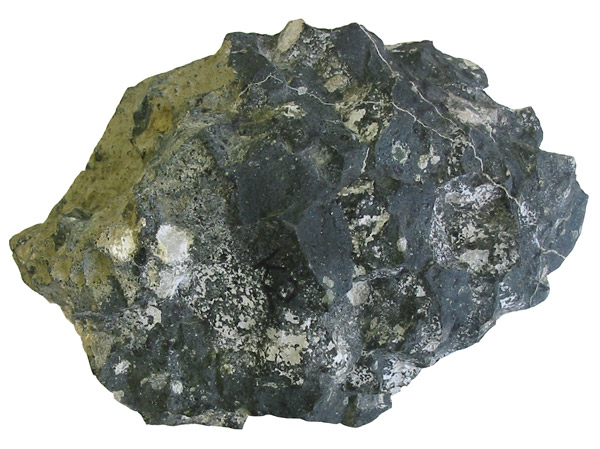
صخر الكمبرلايت

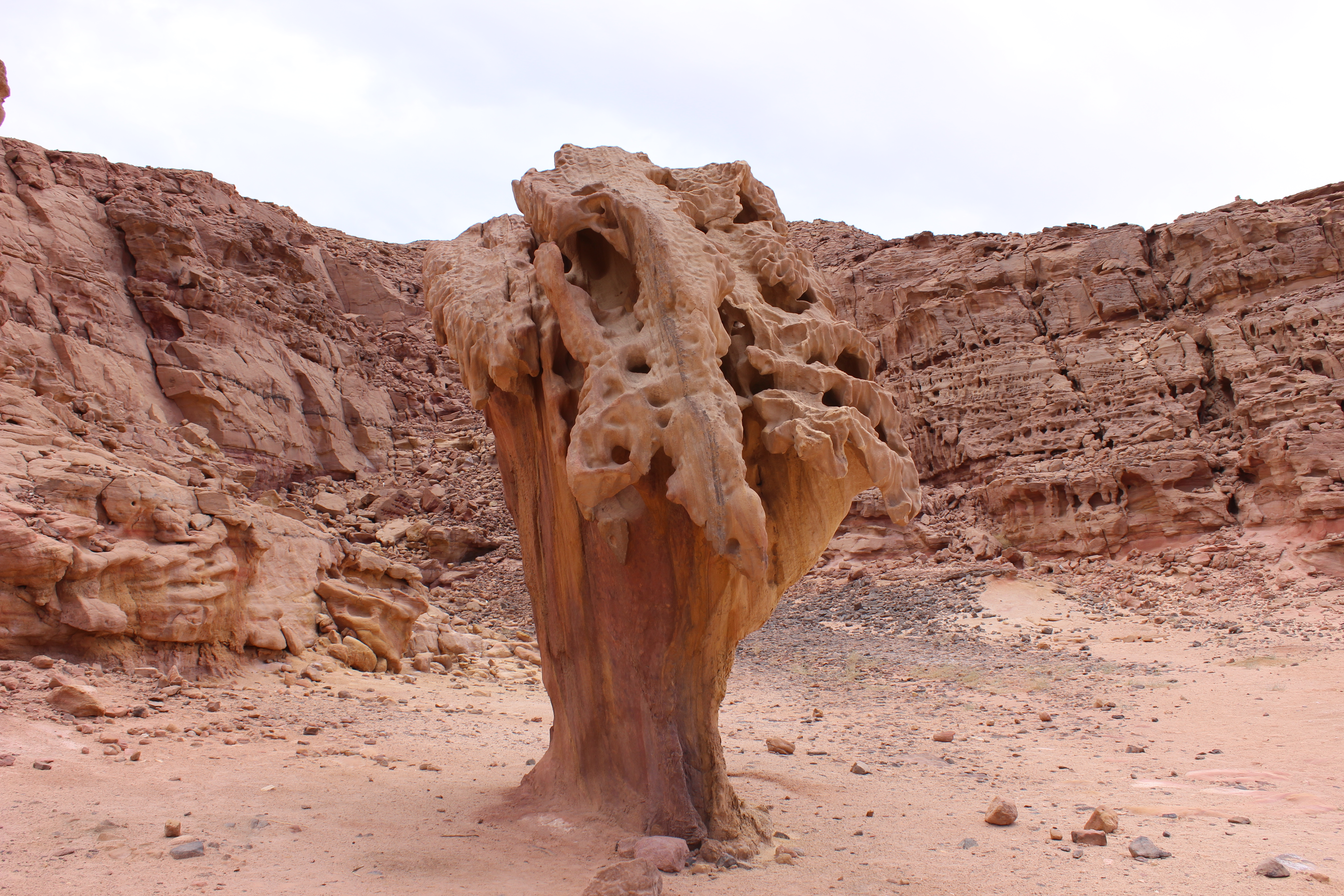
صخرة بواحة غير خضرة، نويبع، جنوب سيناء، مصر.

الصخور تشكيلات تحتوي على مجموعة من المعادن تتواجد في الطبيعة، وتكون جزءا أساسيا في تركيب القشرة الأرضية، وعلى هذا يكون الصخر ذو خاصية مميزة تفرقه عن صخر آخر وتجعله وحدة قائمة بذاتها. ويعتبر الصخر الوحدة الأساسية في بناء الأرض، أما المعدن فهو وحدة الصخر نفسه. وتختلف الصخور عن بعضها البعض من حيث أنواع المعادن المكونة لها وعلاقة هذه المعادن ببعضها البعض في الصخر الواحد.
الصخور هي عبارة عن رمال ترسبت وتطابقت مع بعضها البعض وبعد عدة سنوات تكونت هذه التشكيلة من الصخور، فلكل صخر نوع فهناك الصخور الطينية التي ترسبت بفعل مياه الأمطار، أما الصخور الرسوبية فتكونت بفعل الأمواج المائية، وأخيرا الصخور النارية التي تكونت من الحمم البركانية التي تلقيها البراكين.
تكون الصخور هيَ عملية جيولوجيَّة تأخذ فترات زمنيَّة طويلة وتحدث عبرَ مراحل مُتعددة.

## أقسام الصخور
تنقسم الصخور حسب نشأتها إلى ثلاثة أقسام رئيسية:

### صخور نارية
تشكّل الصخور النارية  من الحمم البركانية وهي منقسمة إلى صنفين رئيسيين: الصخور البلوتونية والبركانية. تنشأ الصخور البلوتونية أو التدخلية بعدما تبرد الحمم البركانية وتتبلور ببطئ في قشرة الأرض، بينما تنشأ الصخور البركانية أو الطردية من الحمم البركانية التي تصل إلى السطح، أما كلافة أو كمقذوفات متجزأة. تستغرق الصخور النارية البلوتونية بضعة آلاف من السنين عادة لتبرد بينما الصخور النارية البركانية تستغرق فقط بضعة أيام أو أسابيع لتبرد وتتصلب، مثل: الجرانيت و((لمالال))

### صخور رسوبية
تتميز الصخور الرسوبية عن الصخور النارية بأنها تنشأ فوق سطح الغلاف الصخري نتيجة لتأثير العوامل الظاهرة (عوامل التعرية) وفعل الكائنات العضوية.
تتشكل الصخور الرسوبية  بواسطة ترسب المواد الكلاستية  أو المواد العضوية، أو الرواسب الكيميائية والرمال التي تنقلها الرياح أو تنقلها المياه وتترسب في طبقات. يتلو ذلك عملية تلاحم طبيعي بين الحبيبات ومواد جزيئية أثناء فترة التكوين. وتكوّن طبقات فوق بعضها البعض، طبقات مختلفة السمك ومختلفة التكوين فمنها ما يكثر فيه مواد عضوية وأخرى ما يكثر فيه معادن، فتكون بذلك كتابا يمكن قراءته وتحليله واستنباط تغيرات المناخ التي صاحبت نشأة الطبقات. وتتشكل الصخور الرسوبية في جميع أنحاء الأرض، ويمكن بتحليلها ودراستها من أعلى إلى أسفل فنعرف كيف كانت ظروف تكوينها في الحاضر (طبقات عليا) وفي القديم (طبقات سفلية). وأفضل الطبقات الرسوبية هي التي نشأت في قاع البحار حيث تستقر بعيدا عن عوامل الرياح التي قد تنقل اجزاء منها من مكان إلى آخر.
ومن تلك الطبقات يوجد الحجر الرملي والحجر الجيري. ويتميز الحجر الجيري بأنه يتكون من أصداف صغيرة تحت المياه، فإذا حدث وأن ارتفعت أرضية البحر بسبب الإزاحات التكتونية إلى أعلى وظهرت كيابسة على الأرض فتصبح جبالا من الحجر الجيري وتكون جزءا من معالم التضاريس. وهذا ما حدث مثلا لشمال أفريقيا في الماضي حيث كانت تلك الأراضي تحت سطح البحر، ثم ارتفع قاع البحر الأبيض الذي كان كبيرا في الماضي، وظهر شمال أفريقيا وصغر البحر الأبيض الذي نسميه المتوسط.
الحجر الجيري منتشر في مصر مثلا في منطقة الجيزة وحلوان وجبل المقطم نفسه من الحجر الجيري. فكان قدماء المصريين يقطعونه من الجبال المحيطة في منطقة الجيزة وحلوان وبنوا منه الاهرام . ويختلف الأمر بالنسبة لهرم الجيزة الاصغر، إذ أراد الملك منقرع تغطيته من الخارج بصخور الجرانيت ، وهي أصلب من الحجر الجيري . فكان قدماء المصريين ينقلون أحجار الجرانيت من أسوان وجنوب الوادي إلى الجيزة ن وينقلونها بالمراكب على النيل . حجر الجرانيت هو من الصخور النارية .

### صخور متحولة
تتشكل الصخور المتحولة ( بعد تعرض أي نوع من الصخور (ومن بينها تلك الصخور المتحولة المتشكلة سابقاً) إلى درجات حرارة والضغط المختلفة تتحول عن الصخور الأصلية المشكلة لها. وتكون درجات الحرارة والضغوط هذه أعلى مما هي عليه في سطح الأرض فتتغير الصخور الأصلية إلى صخور معدنية أخرى، ومثال على ذلك عملية إعادة التبلور)، مثل: الشست والنيس.
تحويل نوع صخري معين إلى آخر يوصف طبقا للنموذج الجيولوجي بما يسمى دورة الصخور. أن قشرة الأرض (ومن ضمن ذلك الليثوسفير ) مليئة بالصخور المتحولة.
والنسبة المئوية لتوزيع الصخور في القشرة الأرضية تقدر كما يلي:
صخور نارية 95%، صخور طينية 4%، صخور رملية 0.7%، صخور جيرية 0.3%.

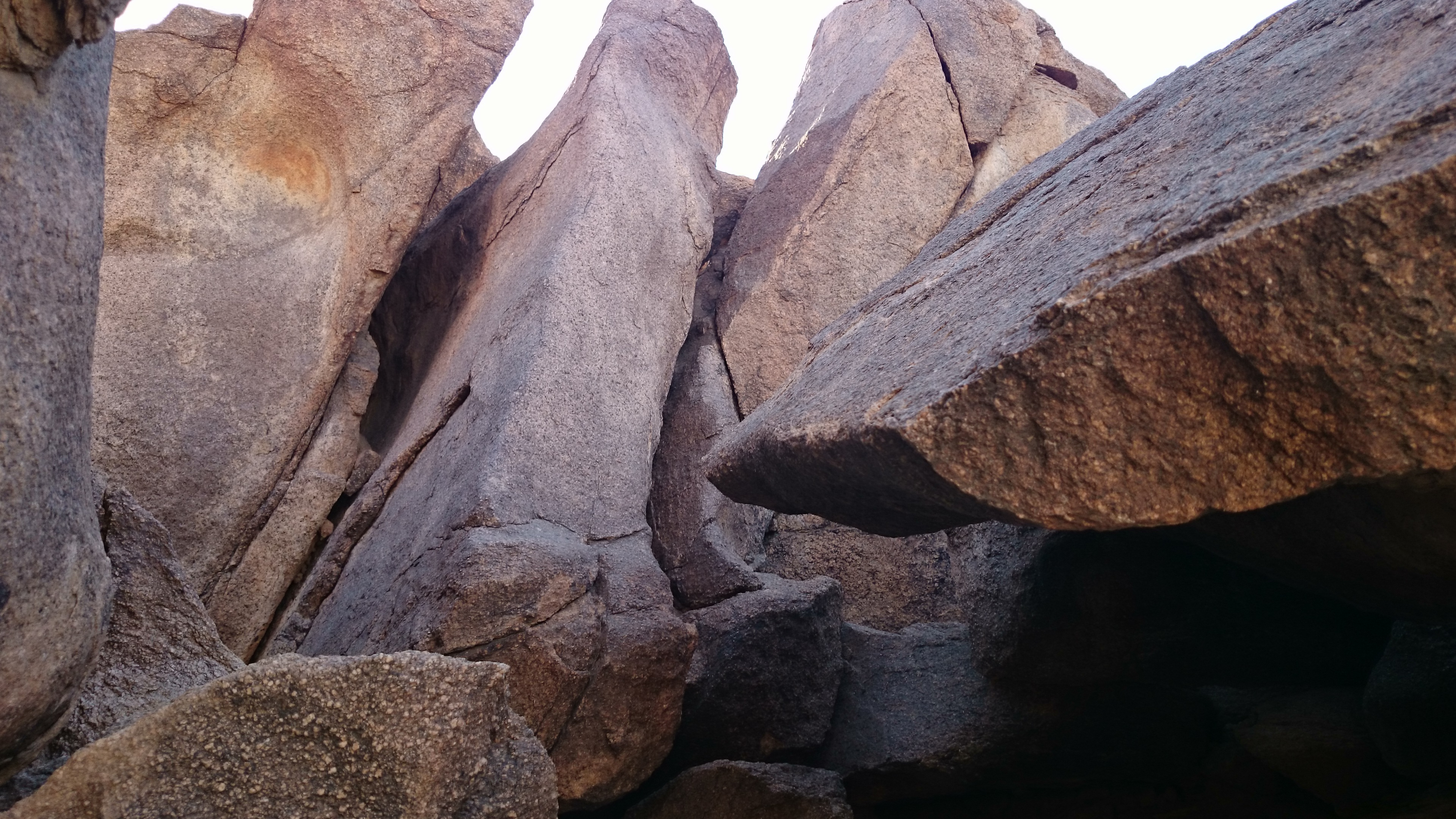
صخور بخشعة الجوابرة بمنطقة مكة المكرمة

| نوع الصخر                       | صفات الصخر | اسم الصخر                                       |
| ------------------------------- | --- | ----------------------------------------------- |
| نارية جوفية                     | بلورات معدنية كبيرة من الكوارتز والفلسبار والهورنبلند والمايكا. لون الصخر فاتح عادة بلورت كبيرة من الفلسبار والهورنبلند والمايكا وكميات من الكوارتز أقل من الجرانيت، ولونها وسط. بلورات معدنية كبيرة من الفلسبار والهورنبلند والأوجيت والأوليفين والمايكا ولا يوجد كوارتز، لونها غامق. | الجرانيت الديوريت الجابرو                       |
| نارية سطحية                     | بلورات معدنية صغيرة من الكوارتزز والفلسبار والهورنبلند والمايكا. لون الصخر عادة فاتح. بلورات صغيرة من معادن الفلسبار والهورنبلند والمايكا وكميات قليلة من الكوارتز أقل من الريوليت، لونها متوسط. بلورت معدنية صغيرة من الفلسبار والهورنبلند والأوجيت والأوليفين والمايكا ولا يوجد كوارتز، لونها غامق، مع احتمال وجود فقاعات. نسيج زجاجي، لايمكن رؤية الحبيبات، زجاج بركاني، مكسر محاري، لونه عادة أسود، ويمكن رؤيته باللون الأحمر - بني محمر أو أسود مع بقع بيضاء. نسيج رغوي، يطفو، عادة لونه فاتح. | الريوليت الأنديزيت البازلت الأوبسيديان البيوميس |
| رسوبية كيميائية وبيوكيميائية    | المعدن الرئيس هو الكالسيت، وعادة يتكون في البحار والبحيرات والأنهار والكهوف، ويحتوي عالبَا على أحافير، ويتفاعل بسهولة مع حامض HCI المخفف. يتكون في المستنقعات والبئيات المائية الضحلة، طبقات متماسكة من المواد العضوية، وبشكل رئيس من بقايا النباتات. | الحجري الجيري الفحم                             |
| رسوبية كيميائية                 | يتكون عادة من رواسب ملحية تنتج عن تبخر مياه البحر. | الملح الصخري                                    |
| متحولة غير متورقة (غير صفائحية) | تظهر فيه بلورات الكالسيت او الدلومايت، وينتج عن تحول الصخور الجيرية. يتكون بشكل رئيس من معدن التلك وهو طري، وملمسه دهني أو صابوني. صلب جداً، حبيباته متماسكة تتلاحم في بلورات الكوارتز، يتحول عن الحجر الرملي. | النايس الحجر الصابوني الكوارتزيت                |
| متحولة متورقة(صفائحية)          | تظهر فيه تورقات واضحة بسبب وجود أشرطة متبادلة من معادن مختلفة الألوان، ينتج هذا الصخر عادة من تحول الجرانيت. ترتيب واضح للمعادن الصائحية (رقائق) مثل المايكا. ينتج بشكل رئيس عن تحول الغضار والفيليت. مظهره لامع أو حريري، يبدو سطح الصخر مجعداًوينتج عن تحول الغضار والإرداوز. ينتج فيه بلورات الكالسيت أو الدلومايت، وينتج عن تحول الصخور الجيرية. | النايس الشيست الفيليت الإردواز                  |

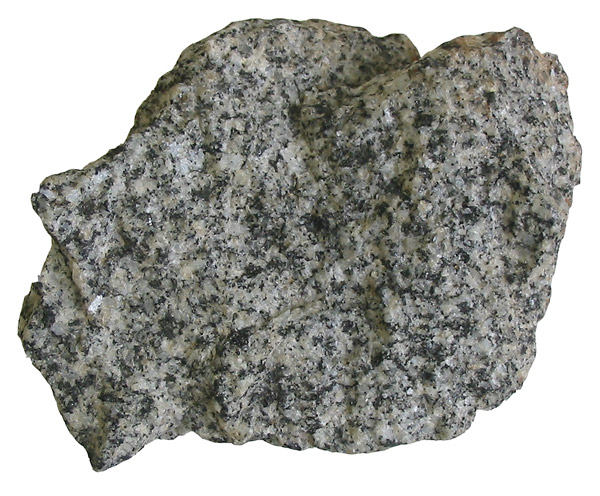
حجر الديوريت
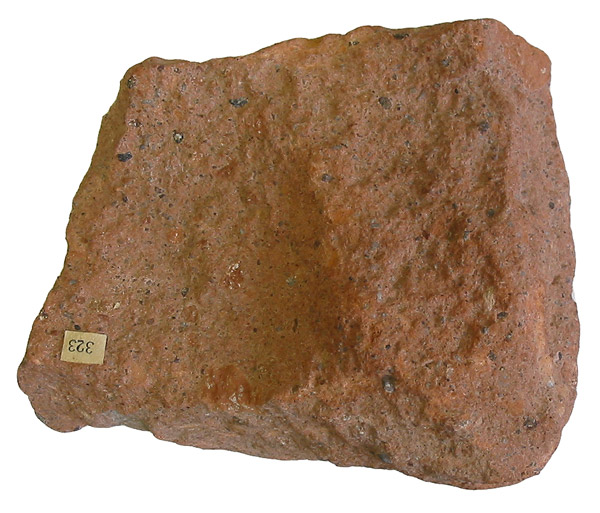
صخر بركاني فتاتي
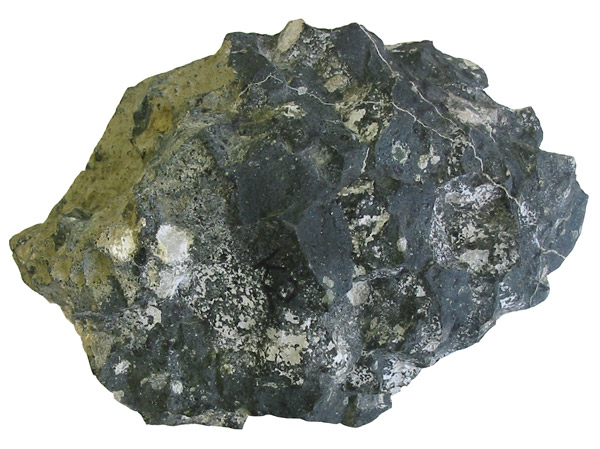
كمبرلايت
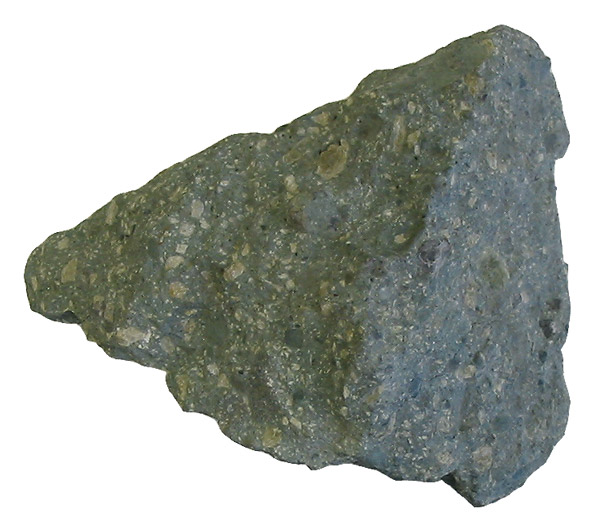
كمبرلايت 2
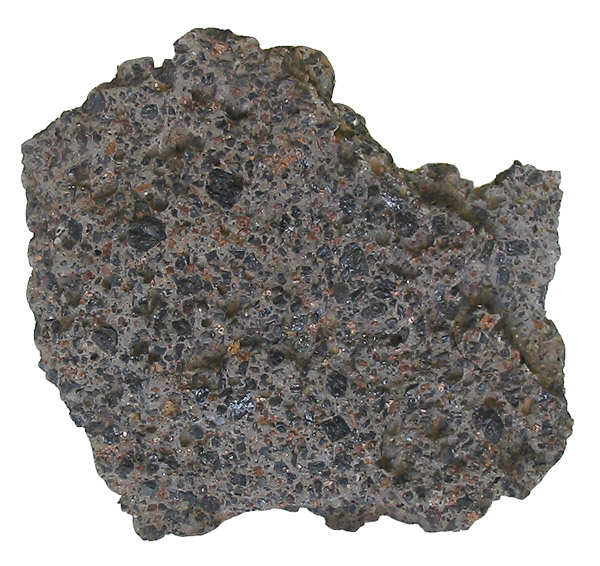
بازلت الأوليفين
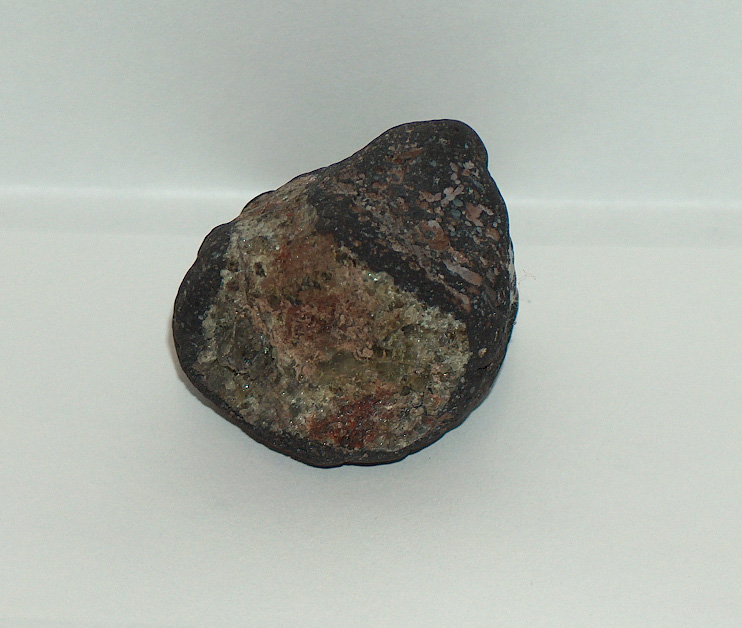
الزبرجد الزيتوني
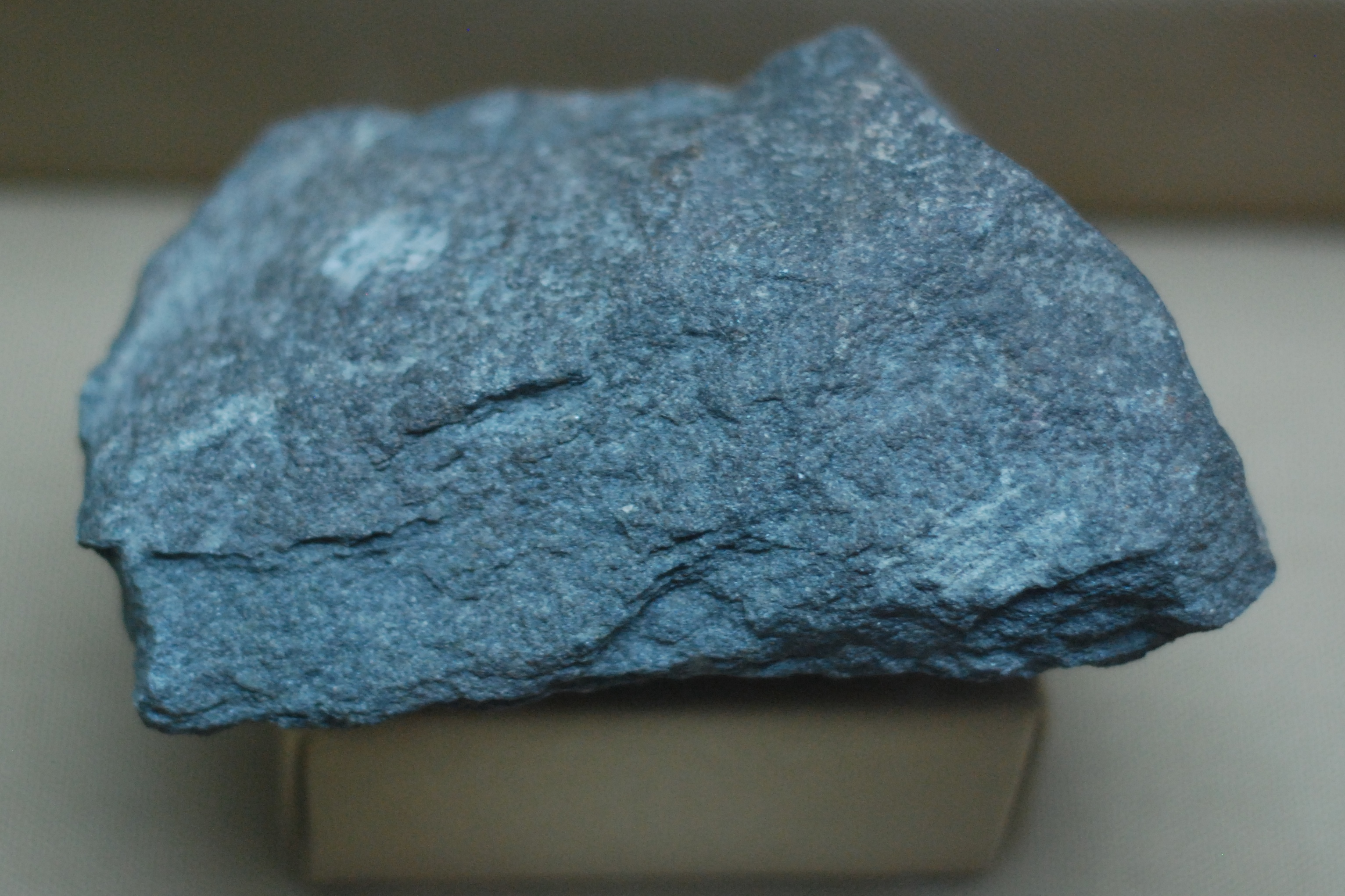
جرايواكي
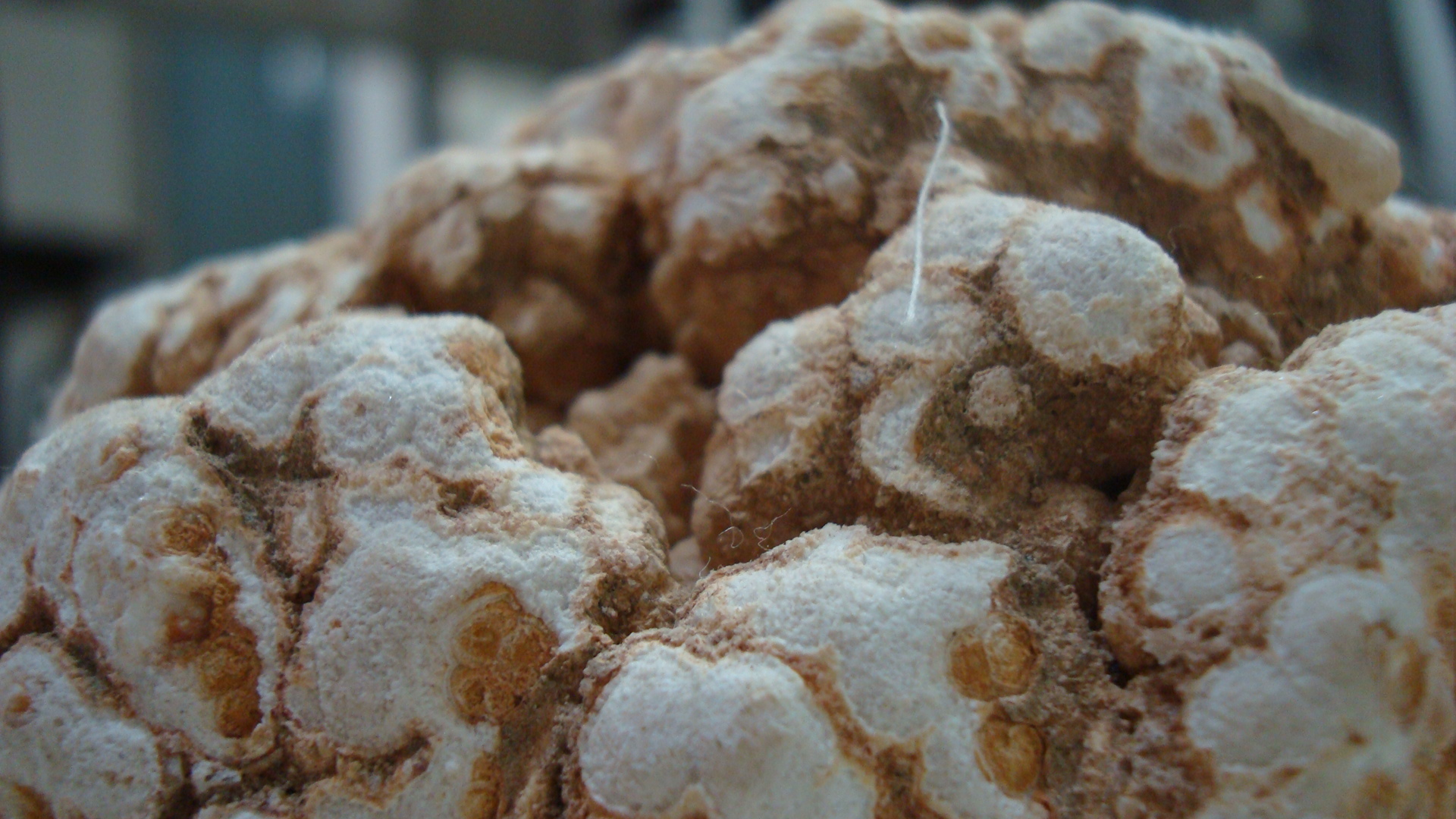

## عملية التكون
هناك ثلاث طرق أساسية لتكوين الصخور، ومن الصخور المشتركة لدى جميع الكائنات الحية بالتأكيد هي التي تنتج عن ترسب وتراكم مواد أخرى على سطح الأرض وهو ترسب يلحقه عملية تحول قليلة وهو ما يحدث مع الرمال والطباشير والملح الصخري (الطبيعي/هاليت) وفحم الخث (بقايا نباتية ناقصة التفحم ذات لون أسود أو بني قاتم تتكون في المستنقعات والأماكن الرطبة).
وكون الفحم قد دفن منذ وقت طويل (عامل الوقت) وعلى عمق إلى حد ما عميق (عامل الضغط والحرارة) يجعله يتحول إلى حد ما. وهذا ما يحدث كذلك مع العديد من الصخور الكلسية، فتلك الصخور قد تحتوي على أحافير إذا كانت درجة التحول كبيرة، فذلك يرجع إلى تعرض المادة إلى درجة ضغط أو حرارة قوية مما ينتج عنه تفاعل كيماوي فيحدث طهو أو طبخ حقيقي فنحصل على صخور متحولة.

### أمثلة على هذا النوع من الصخور
الشست (صخر متحول ذو بنية ورقية ينفصل إلى طبقات رقيقة) من الصلصال والرخام من الحجر الكلسي، عند دراسة هذا التحول من خلال وسائل أكثر تحليلاً من خلال إجراء التحليل الكيميائي ومن خلال علوم المعادن يمكننا الربط بين تحول مادتهم الصلبة، المرحلة التي تلي التحول هي عملية انصهار لهذه المواد وهي غالبا ما تشير إلى هذه الصخور بالجرانيت. كما أن هناك صخوراً بركانية التي يتكون أغلبها نتيجة لانصهار الصخور العميقة بباطن الأرض مجموع تلك الصخور تكونت تحت تأثير حرارة عالية بدون أو من خلال حدوث انصهار مما يكون ما يسمى بالصخور النارية (صخور تشكلت بتصلب الماجما (الصهارة أو الحمم) الذائبة المندسّة)، بالطبع تتجاهل الطبيعة تلك التصنيفات فهناك العديد من الأنواع التي توجد بين تلك التصنيفات الكبيرة، وهناك جميع أنواع الحجارة الرملية (صخر رسوبي ملتحم مؤلف من حبات الرمل ومعادن أخرى) التي تتوسط بين رمال الكثبان الصحراوية وصخور الكوارتز التي تستخدم أحيانا في الأرصفة حيث لا يمكن التمييز بين ذرات الرمل وبعضها . بالطبع إن حلقة تحول الصخور تنغلق مثلا حين يوجد الجرانيت عرضة للمناخ والغلاف البيولوجي وهي محركات لتآكل هذه الصخور وتحولها إلى رواسب.
ولكن يجب الحذر فهذا المنطق الخاص بتحول الصخور إلى بعضها البعض لا يمكن تعميمه فهو لا يعمم الا علي الصخور وليس على صخور القارات فينتج شيء مختلف تماما عن انصهار الصخور البركانية، وقد تم التطرق إلى ذلك في السؤال السابق منذ عام أو اثنين.
عامة يوجد بباطن الأرض ما يطلق عليه اسم بطانة أرضية، وهي صلبة على أنها مرنة وتندمج من خلال حركة كبيرة بطيئة (تحرك 1سم في العام)، ناقلة في حركتها الصخور الساخنة إلى سطح الكرة الأرضية، وعند السطح يقل الضغط، وتبدأ الصخور في الانصهار على بعد أقل من 100كم تحت سطح الأرض ويسمى السائل الذي يتكون عند هذه المناطق النادرة جدا بالمجما من البازلت. عندما تصل المجما إلى السطح حيث تكون أقل كثافة تكون حسب الحال إما البراكين أو شق بمنتصف المحيط.